# جنیفر کروز
جنیفر کروز (انگلیسی: Jennifer Crouse؛ زادهٔ ۲۳ مهٔ ۱۹۷۷) بازیکن بسکتبال اهل استرالیا است.